# 丹特·康宁汉姆
但丁·拉瑪·康寧漢（英語：Dante Lamar Cunningham，1987年4月22日—），出生於美国馬里蘭州的克林頓，現役职业篮球运动员。2009年NBA選秀大會中被波特蘭拓荒者以第二輪第三十三順位選中，場上主要位置為大前鋒。

## 早年生活
康寧漢出生於馬里蘭州的克林頓。他的姐姐達瓦林·康寧漢曾效力於WNBA聯盟的奧蘭多奇蹟。

## 高中時期
康寧漢早年在華盛頓特區當地的聖約翰學院就讀，他在高三賽季時場均能夠攻下10分和7.4籃板，而康寧漢的隊友德韋恩·安德森後來成為了他在維拉諾瓦大學野貓隊的隊友。
在高四那年，康寧漢轉學至波托馬克高中，在總教練瑞克·里德（Rico Reed）的執教下取得了27勝0敗的全勝戰績。康寧漢該賽季場均能攻下20分、13籃板和4次阻攻，被華盛頓郵報授予大都會年度最佳球員的稱號。

## 大學時期
在維拉諾瓦大學，康寧漢於他的大一賽季擔任球隊先發出場了所有的33場此賽。到了大四時，康寧漢獲得大東聯盟最佳進步球員獎，並引領維拉諾瓦大學野貓隊打進NCAA一級男子籃球錦標賽前四強，這是野貓隊自1985年奪冠後首次再度打進NCAA四強賽。

## 職業生涯

### 波特蘭拓荒者（2009−2011）
康寧漢在2009年NBA選秀大會中被波特蘭拓荒者以第二輪第三十三順位選中，隨後他代表拓荒者參加拉斯維加斯夏季聯賽。康寧漢在四場比賽中場均能夠攻下18分，成為夏季聯賽得分王，同時他還能貢獻5.8籃板和1.5抄截。2009年8月21日，康寧漢與拓荒者簽下新秀合約。

### 夏洛特山貓（2011）
2011年2月24日，拓荒者將康寧漢與喬爾·普爾茲比拉、西恩·馬克斯以及兩個未來的首輪選秀權交易至夏洛特山貓以換取杰拉德·华莱士。

### 曼菲斯灰熊（2011−2012）
2011年12月20日，康寧漢收到來自曼菲斯灰熊的三年700萬美元報價。由於山貓隊放棄跟進這筆報價，隨後康寧漢與灰熊隊簽訂了合約。

### 明尼蘇達灰狼（2012−2014）
2012年7月24日，康寧漢被交易到明尼蘇達灰狼以換取韋恩·艾靈頓。

### 紐奧良鵜鶘（2014−2018）
2014年12月5日，成為自由球員的康寧漢和紐奧良鵜鶘簽下了一份為期一年的老將底薪合約。2015年7月9日，鵜鶘宣佈和康寧漢正式簽約，新合約為三年890萬美元，其中2017–18賽季擁有球員選項。2015年7月9日，他與鵜鶘重新簽約。

### 布魯克林籃網（2018）
2018年2月9日，鵜鶘將康寧漢交易至布魯克林籃網，以換取拉沙德·沃恩。

### 聖安東尼奧馬刺（2018−2019）
2018年7月17日，成為完全自由球員的康寧漢與聖安東尼奧馬刺達成了加盟協議，雙方簽下一年250萬美元的合約。

## 職業生涯數據

### NBA例行賽數據統計
| 賽季    | 球隊         | 出賽 | 先發 | 平均上場時間(分鐘) | 投籃命中率(%) | 三分球命中率(%) | 罰球命中率(%) | 平均籃板 | 平均助攻 | 平均抄截 | 平均阻攻 | 平均得分 |
| ------- | ------------ | ---- | ---- | ------------------ | ------------- | --------------- | ------------- | -------- | -------- | -------- | -------- | -------- |
| 2009–10 | 波特蘭拓荒者 | 63   | 2    | 11.2               | 49.5          | 0.0             | 64.6          | 2.5      | 0.2      | 0.4      | 0.4      | 3.9      |
| 2010–11 | 波特蘭拓荒者 | 56   | 9    | 19.8               | 43.3          | 0.0             | 71.1          | 3.4      | 0.5      | 0.7      | 0.6      | 5.1      |
| 2010–11 | 夏洛特山貓   | 22   | 9    | 24.0               | 50.8          | 11.1            | 76.5          | 4.0      | 0.6      | 0.7      | 0.5      | 9.0      |
| 2011–12 | 曼菲斯灰熊   | 64   | 5    | 17.6               | 51.6          | 0.0             | 65.2          | 3.8      | 0.6      | 0.7      | 0.5      | 5.2      |
| 2012–13 | 明尼蘇達灰狼 | 80   | 9    | 25.1               | 46.8          | 0.0             | 65.0          | 5.1      | 0.8      | 1.1      | 0.5      | 8.7      |
| 2013–14 | 明尼蘇達灰狼 | 81   | 7    | 20.2               | 46.4          | 0.0             | 56.7          | 4.1      | 1.0      | 0.8      | 0.7      | 6.3      |
| 2014–15 | 紐奧良鵜鶘   | 66   | 27   | 25.0               | 45.7          | 10.0            | 61.7          | 3.9      | 0.8      | 0.7      | 0.6      | 5.2      |
| 2015–16 | 紐奧良鵜鶘   | 80   | 46   | 24.6               | 45.1          | 31.6            | 69.5          | 3.0      | 1.0      | 0.5      | 0.4      | 6.1      |
| 2016–17 | 紐奧良鵜鶘   | 66   | 35   | 25.0               | 48.5          | 39.2            | 59.3          | 4.2      | 0.6      | 0.6      | 0.4      | 6.6      |
| 2017–18 | 紐奧良鵜鶘   | 51   | 24   | 21.9               | 44.0          | 32.4            | 55.6          | 3.8      | 0.5      | 0.5      | 0.3      | 5.0      |
| 2017–18 | 布魯克林籃網 | 22   | 1    | 20.3               | 46.8          | 38.3            | 68.8          | 4.8      | 1.0      | 0.5      | 0.6      | 7.5      |
| 生涯    |              | 651  | 174  | 21.4               | 46.9          | 33.2            | 64.5          | 3.8      | 0.7      | 0.7      | 0.5      | 6.1      |

### NBA季後賽數據統計
| 季後賽  | 球隊         | 出賽 | 先發 | 平均上場時間(分鐘) | 投籃命中率(%) | 三分球命中率(%) | 罰球命中率(%) | 平均籃板 | 平均助攻 | 平均抄截 | 平均阻攻 | 平均得分 |
| ------- | ------------ | ---- | ---- | ------------------ | ------------- | --------------- | ------------- | -------- | -------- | -------- | -------- | -------- |
| 2009–10 | 波特兰拓荒者 | 5    | 0    | 8.4                | 6.0           | 0.0             | 83.3          | 2.6      | 0.0      | 1.0      | 0.0      | 4.6      |
| 2011–12 | 曼菲斯灰熊   | 7    | 0    | 7.0                | 36.4          | 0.0             | 0.0           | 1.6      | 0.0      | 0.1      | 0.3      | 1.1      |
| 2014–15 | 紐奧良鵜鶘   | 4    | 0    | 18.8               | 81.8          | 0.0             | 100.0         | 4.5      | 0.5      | 0.8      | 1.0      | 5.3      |
| 生涯    |              | 16   | 0    | 10.4               | 59.5          | 0.0             | 88.9          | 2.6      | 0.1      | 0.6      | 0.4      | 3.3      |

## 個人生活
2014年4月3日，康寧漢由於涉嫌家庭暴力而被捕，當時的他和自己的女友發生了身體衝突，並且掐住其女友的脖子試圖讓其窒息。截至2014年8月18日，經過了四個月的調查後，有關康寧漢的家庭暴力指控已經全部撤銷。其經紀人在稍後證實為了證明自己的清白，康寧漢決定起訴前女友。

## 外部連結
- 丹特·康宁汉姆在fiba.basketball（英语）
- 丹特·康宁汉姆在NBA官網（英语）
- 丹特·康宁汉姆在中国男子篮球职业联赛官網
- 丹特·康宁汉姆在韓國籃球聯賽官網（英语）
- 丹特·康宁汉姆在Basketball-Reference.com（NBA）（英语）
- 丹特·康宁汉姆在Basketball-Reference.com（國際）（英语）
- 丹特·康宁汉姆在Sports-Reference.com（NCAA）（英语）
- 丹特·康宁汉姆在Eurobasket.com（球員）（英语）
- 丹特·康宁汉姆在Proballers（英语）
- 丹特·康宁汉姆在RealGM（英语）
- 丹特·康宁汉姆在中国篮球数据库